# Tabanus maculosus
Tabanus maculosus är en tvåvingeart som beskrevs av Daniel William Coquillett 1902. Tabanus maculosus ingår i släktet Tabanus och familjen bromsar.
Artens utbredningsområde är Chihuahua (Mexiko). Inga underarter finns listade i Catalogue of Life.